# Blohm & Voss BV 40
Blohm & Voss BV 40 - foi um protótipo de planador interceptador. Fabricado durante a Segunda Guerra Mundial pela fábrica de aviões alemã Blohm & Voss.
Era um inovador caça-planador, que era rebocado por caça um Messerschmitt Bf 109, quando alcançava a altitude correta, era solto contra formações de bombardeiros aliados.
Nove protótipos foram construídos, mas em outubro de 1944, o projeto foi abandonado.